# Soukromé životy
Soukromé životy (v anglickém originále Private Lives) je patnáctá epizoda z šesté řady amerického lékařského dramatu Dr. House.

## Děj
Tým léčí bloggerku pro náhlou koagulopatii, která píše na internetu deník a tvrdí, že je tam všechno, že nic neskrývá. Je obtížné ji léčit, protože chce na svém blogu zveřejňovat a konzultovat postup lékařů. House si všimne, že bloggerka nerespektuje žádné soukromí a vše sdílí, ale nezmiňuje se o svých tělesných funkcích. To ho vede k tomu, aby se jí zeptal na její výkaly a nakonec ji diagnostikuje s Whippleovou chorobou. 
Wilson přesvědčí House, aby šel na rychlé rande spolu s Chasem, který je v konfliktu s uvědoměním, že s ním ženy chodí na rande jen kvůli jeho vzhledu. Chase sdílí své obavy se Třináctkou, která ho ujišťuje, že mezi ním a Cameronovou bylo něco skutečného. 
Mezitím House a Wilson zjišťují vzájemná tajemství: 
House zjistí, že Wilson na vysoké škole Wilson hrál ve videu pro spolužáka, které bylo později upraveno do pornofilmu s názvem Feral Pleasures. Poté, co se House snaží film vypůjčit, Wilson se snaží zabránit Houseovi, aby ho zhlédl, ale House ho sežene a sleduje jej. Přestože mu Wilson říká, aby informaci o filmu nadále nešířil, House vyvěsí plakáty k filmu po nemocnici. Poté, co několik zaměstnanců muselo vidět film nebo se dozvědět o větě, kterou Wilson ve filmu říká („Nebojte se. Lesní nymfy mě naučily, jak potěšit ženu“), začínají frázi říkat, nebo ji jen naznačovat samotnému Wilsonovi. 
Když se Wilson snaží pomstít, zjistí, že House, ateista, čte kázání, která byla napsána tím, o kterém věřil, že je jeho biologickým otcem, který byl duchovním. Wilson se domnívá, že House studuje kázání, aby zjistil, jaká byla mysl jeho otce. Když se však Wilson zeptal, jestli našel v knize něco intelektuálního, House odpoví: „pod tím vším o Bohu ... jen další o Bohu.“ 

## Diagnózy
- správná diagnóza: Whippleova choroba

## Hudba
- The Sun Is Shining Down od JJ Grey & Mofro
- Chasing Pirates od Norah Jones hraje v úvodní scéně
- What's It Gonna Be od The Dynamites hraje během rychlého rande
- Lochloosa od Mofro